# Pycnopallene clauda
Pycnopallene clauda är en havsspindelart som först beskrevs av Loman, J.C.C. 1908.  Pycnopallene clauda ingår i släktet Pycnopallene och familjen Callipallenidae. Inga underarter finns listade i Catalogue of Life.